# Huanaki Cultural Centre & Museum
Huanaki Cultural Centre & Museum ist ein ehemaliges nationales Museum und Kulturzentrum in Alofi in Niue. Es wurde 2004 durch den Zyklon Heta zerstört.

## Geschichte
1983 beschloss die Regierung von Niue das Niue Arts & History Project, durch das Stolz auf traditionelle Gebräuche und Handwerk sowie deren Wiederbelebung gefördert werden sollte. Das Projekt hatte das Ziel, ein Kulturzentrum und Museum zu gründen. 1985 wurde das National Cultural Centre Project beschlossen.
Das Kulturzentrum wurde am 19. Oktober 1987 oder 1989 von Sir Paul Reeves eröffnet, dem damaligen Generalgouverneur von Neuseeland. Es unterstand dem Department of Community Affairs & Culture. Das Zentrum bestand aus dem Museum, einer Bibliothek, einem Lesesaal und einem kleinen Labor, sowie einem Outdoor-Amphitheater für Aufführungen, Workshops von Kunsthandwerkern, kleinen Läden privater Unternehmer und einem botanischen Garten sowie Lagerräumen. Das Museum wurde vom Cultural Affairs Officer geleitet, unterstützt von Handwerkern mit Kenntnissen von niueanischen Kulturtechniken. Das Programm umfasste ein wechselndes Ausstellungsprogramm und verschiedene Handwerks-Workshops für Jugendliche.
In den 1990ern waren Zentrum und Museum Partner beim Niue Archaeological Project unter Führung von Richard Walter von der University of Otago und Atholl Anderson von der Australian National University. 2003 erhielt die Organisation eine Zuwendung von $20.000 vom World Heritage Fund, um eine Tentativ-Liste für das Welterbe zu erstellen.

## Zyklon Heta
Das Museumsgebäude wurde 2004 durch Heta zerstört, zusammen mit 90–95 % der Sammlungen des Museums. Das Gebiet im Umkreis des Museums war noch 2018 völlig zerstört. Der Zyklon bewirkte auch großflächige Entwaldung, besonders von der Baumart Dysoxylum forsteri, die zum Bau der traditionellen niueanischen Auslegerkanus verwendet wurde.
2018 wurde als neuer Ansatz das Tāoga Niue Museum eröffnet. Direktorin ist Moira Enetama.